# Megarachne
Megarachne é um gênero de Eurypterida, um grupo extinto de artrópodes aquáticos. Fósseis de Megarachne foram descobertos em depósitos do Carbonífero Superior, do estágio Gzheliano, em San Luis, Argentina. Os fósseis da espécie simples e do tipo M. servinei foram recuperados de depósitos que antes eram um ambiente de água doce. O nome genérico, composto do grego antigo μέγας (megas) que significa "grande" e do grego antigo ἀράχνη (arachne) que significa "aranha", se traduz como "grande aranha", porque o fóssil foi erroneamente identificado como uma grande aranha pré-histórica.
Com um comprimento de corpo de 54 cm, Megarachne era um euripterídeo de tamanho médio. Se a identificação original como aranha estivesse correta, Megarachne teria sido a maior aranha conhecida que já existiu. Euripterídeos como Megarachne são freqüentemente chamados de "escorpiões do mar", mas os estratos nos quais Megarachne foi encontrado indicam que ele morava em água doce e não em ambientes marinhos.
Megarachne era semelhante a outros Eurypterida dentro do Mycteropoidea, um grupo raro conhecido principalmente na África do Sul e Escócia. Os micteropoides desenvolveram um método especializado de alimentação conhecido como alimentação por varredura. Isso envolveu varrer o substrato dos leitos dos rios para capturar e comer invertebrados menores. Apesar de apenas dois espécimes terem sido recuperados, Megarachne representa o mais completo Eurypterida descoberto em depósitos carboníferos na América do Sul até agora. Devido ao seu registro fóssil fragmentário e semelhanças entre os gêneros, alguns pesquisadores levantaram a hipótese de que Megarachne e dois outros membros de sua família, Mycterops e Woodwardopterus, representam diferentes estágios de desenvolvimento de um único gênero.

## Descrição

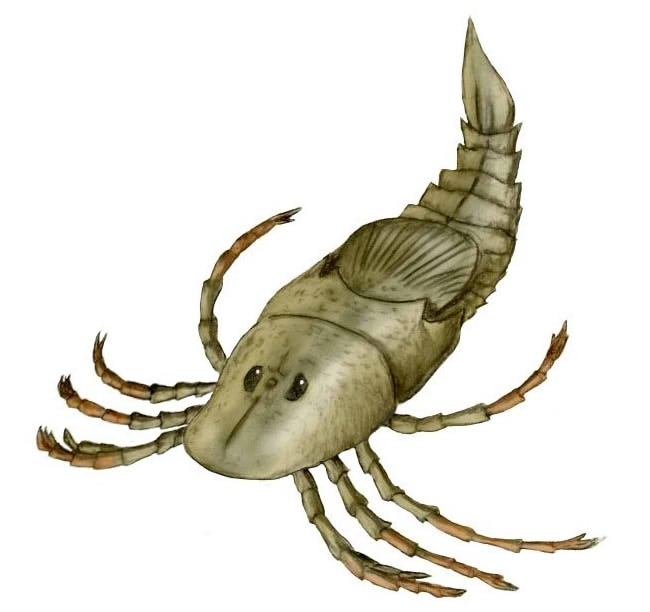
Reconstrução de Megarachne. Partes ausentes de seus fósseis, como o telson, são baseadas no relacionado Woodwardopterus.

Fósseis conhecidos de Megarachne indicam um comprimento de corpo de 54 cm. Embora grande para um artrópode, Megarachne é pequeno diante de outros Eurypterida, mesmo parentes relativamente próximos, como Hibbertopterus, que podem atingir comprimentos superiores a 1,5 m. Embora originalmente descrita como uma aranha gigante, uma infinidade de características apóia a classificação de Megarachne como um Eurypterida. Entre eles, os lúnulos elevados (a ornamentação vagamente em forma de lua, semelhantes a escamas) e a escultura cuticular das mucronas (uma crista divisória que continua ininterrupta ao longo da carapaça, a parte do exoesqueleto que cobre a cabeça) são especialmente importantes, uma vez que estes traços são característicos de Eurypterida.
Megarachne possuía estruturas em forma de lâmina em seus apêndices (membros), o que teria permitido que ele se engajasse em um método de alimentação conhecido como alimentação por varredura, varrendo os sedimentos moles de ambientes aquáticos em pântanos e rios com suas lâminas de apêndice frontal para capturar e alimentar em pequenos invertebrados. Megarachne também possuía um segundo tergito opistossômico grande e circular (o segundo segmento dorsal do abdômen), cuja função permanece desconhecida.
Megarachne era muito semelhante a outros eurypterids mycteroptid na aparência, um grupo distinto de outros mycteropoids pela forma parabólica de seu prosoma (a placa da cabeça), télson hastate (a parte posterior do corpo tendo a forma de um gládio, uma espada romana) com projeções em forma de quilha emparelhadas na parte inferior, e cabeças com pequenos olhos compostos que tinham forma aproximadamente trapezoidal.

## Descoberta
A M. servinei foi descoberta na Argentina nos anos de 1900, a aranha tem fósseis em lugares onde eram ambientes de água doce o que leva a entender que a aranha era teoricamente aquática ou semi aquática.